# Galium verum
Il caglio zolfino (Galium verum L., 1753) è una pianta erbacea, perenne, dai piccoli fiori gialli, appartenente alla famiglia delle Rubiaceae.

## Etimologia
L'etimologia del nome generico (Galium) ci riporta molto indietro nel tempo. Dai testi di Dioscoride Pedanio (Anazarbe in Cilicia, 40 circa - 90 circa), che fu un medico, botanico e farmacista greco antico che esercitò a Roma ai tempi dell'imperatore Nerone, sappiamo che “Galion”, anticamente, era una pianta usata nella coagulazione del latte per ottenere il formaggio. In effetti “Galium” deriva dalla parola greca “gala” (=latte) alludendo così al fatto che alcune specie del genere Galium vengono utilizzate per cagliare il latte.

L'epiteto specifico (verum) indica che si tratta di una specie molto comune (= vera).
 
Il binomio scientifico attualmente accettato (Galium verum) è stato proposto da Carl von Linné (Rashult, 23 maggio 1707 – Uppsala, 10 gennaio 1778) biologo e scrittore svedese, considerato il padre della moderna classificazione scientifica degli organismi viventi, nella pubblicazione Species Plantarum del 1753.
 
In lingua tedesca questa pianta si chiama Echtes Labkraut; in francese si chiama Gaillet jaune; in inglese si chiama Lady's Bedstraw (pagliericcio di Nostra Signora), con riferimento alla leggenda che quest'erba sia stata usata come giaciglio per la mangiatoia di Betlemme.

## Descrizione

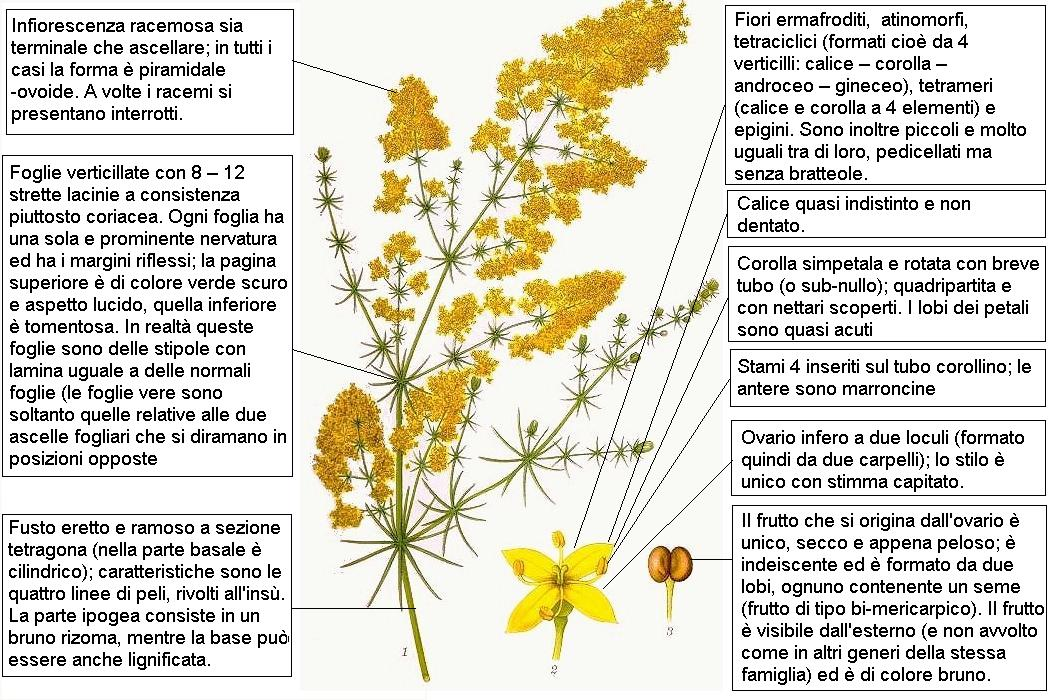
Descrizione delle parti della pianta

Si tratta di una pianta erbacea la cui altezza può variare da 20 a 120 cm. La forma biologica della specie è emicriptofita scaposa (H scap); ossia è una pianta perennante con gemme poste al livello del suolo con fusto allungato e mediamente foglioso.

### Radici
Le radici sono secondarie da rizoma (in particolare si diramano dai nodi del rizoma).

### Fusto
Il fusto è eretto e ramoso a sezione tetragona (nella parte basale è cilindrico); caratteristiche sono le quattro linee di peli, rivolti all'insù, disposte lungo il fusto. La parte ipogea consiste in un bruno rizoma, mentre la base può essere anche lignificata. La sua sezione è caratterizzata dall'avere fasci conduttori collaterali. Durante la fase secca il fusto si annerisce. 

### Foglie
Le foglie sono verticillate con 8 – 12 strette lacinie a consistenza piuttosto coriacea. Ogni foglia ha una sola e prominente nervatura (carenatura) ed ha i margini riflessi; la pagina superiore è di colore verde scuro e aspetto lucido, quella inferiore è tomentosa. In realtà queste foglie sono delle stipole con lamina uguale a delle normali foglie (le foglie vere sono soltanto quelle relative alle due ascelle fogliari che si diramano in posizioni opposte). In effetti tutte le piante del genere Galium sono caratterizzate dall'avere stipole “inter-picciolari”. Dimensione delle foglie: larghezza 1 – 2 mm; lunghezza 15 – 20 mm.

### Infiorescenza
L'infiorescenza è racemosa sia terminale che ascellare; in tutti i casi la forma è piramidale-ovoidale. A volte i racemi si presentano interrotti. Dimensione delle infiorescenze: 30 cm. Lunghezza dei peduncoli: 2 – 3 cm.

### Fiore
I fiori sono ermafroditi, attinomorfi, tetraciclici (formati cioè da 4 verticilli: calice – corolla – androceo – gineceo), tetrameri (calice e corolla formati da 4 elementi) e epigini. Sono inoltre piccoli e molto uguali tra di loro, pedicellati ma senza bratteole. Alla sera e prima della pioggia profumano molto. Sono proterandri (gli organi maschili maturano prima di quelli femminile per evitare una eccessiva autoimpollinazione). Dimensione dei pedicelli: 3 – 5 mm. 
- Formula fiorale:

* K (4), [C (4), A 4], G (2)  (infero)
- Calice: il calice è quasi indistinto e non è dentato.
- Corolla: la corolla è simpetala e rotata con breve tubo (o sub-nullo); è quadripartita e con nettari scoperti. I lobi dei petali sono quasi acuti. Lunghezza del singolo petalo: 1,25 mm.
- Androceo: gli stami sono quattro inseriti sul tubo corollino; le antere sono marroncine.
- Gineceo: l'ovario è infero a due loculi (formato quindi da due carpelli); lo stilo è unico con stimma capitato.
- Fioritura: da giugno a settembre.
- Impollinazione: è possibile un'autoimpollinazione (le antere sono molto vicine agli stimmi anche se maturano prima dello stilo), comunque normalmente l'impollinazione avviene tramite mosche e coleotteri.

### Frutti
Il frutto che si origina dall'ovario è unico, secco e appena peloso; è indeiscente ed è formato da due lobi, ognuno contenente un seme (frutto di tipo bi-mericarpico). Il frutto è visibile dall'esterno (e non avvolto come in altri generi della stessa famiglia) ed è di colore bruno. Dimensione del frutto: 1 – 1,5 mm.

## Distribuzione e habitat
- Geoelemento: il tipo corologico (area di origine) è Eurasiatico.
- Distribuzione: sul territorio italiano è una pianta comune e diffusa ovunque.
- Habitat: l'habitat tipico per questa specie sono le boscaglie e i prati aridi.
- Distribuzione altitudinale: sui rilievi queste piante si possono trovare fino a 1700 m s.l.m.; frequentano quindi i seguenti piani vegetazionali: collinare, montano e in parte subalpino.

## Tassonomia
La famiglia di appartenenza del “caglio zolfino” (Rubiaceae) è una famiglia vegetale abbastanza numerosa, organizzata in 550 generi per un totale di circa 9000 specie.

Il genere di appartenenza (Galium) è mediamente numeroso e comprende circa 400 specie, diffuse soprattutto dai Tropici alle zone temperate (sia nord che sud) delle quali almeno una sessantina sono proprie della flora italiana.

Il genere di questa scheda fa parte della tribù delle Galieae, piante erbacee con stipole sviluppate fino a confondersi con le foglie in verticilli posti ai nodi del fusto e con frutti diacheni, o secondo altri Autori a quella delle Rubieae.
In particolare il Galium verum fa parte del "Gruppo di Galium verum" che comprende, oltre alla pianta di questa scheda, anche la specie Galium tunetanum Lam. - Caglio tunisino (con corolla pelosa anche esternamente e frutti irsuti).

### Variabilità
Questa pianta appartiene ad un genere difficile in quanto presenta una elevata variabilità. Questo significa che la specie si presenta con molte varianti e ibridi. Nell'elenco che segue sono indicate alcune varietà e sottospecie (l'elenco può non essere completo e alcuni nominativi sono considerati da altri autori dei sinonimi della specie principale o anche di altre specie):
- Galium verum L. fo. albidum Lindm.
- Galium verum L. fo. tomentosum Nakai (1920)
- Galium verum L. fo. verum
- Galium verum L. subsp. asiaticum (Nakai) T. Yamaz. (1993)
- Galium verum L. subsp. glabrescens Ehrend.
- Galium verum L. subsp. maritimum (DC.) F. Adema (1981) (sinonimo della var. maritimum)
- Galium verum L. subsp. ochroleucum (Rochel) Nyman pro parte (sinonimi = G. verum L. subsp. verum; = Galium x pomerinicum Retz)
- Galium verum L. subsp. praecox (K.H.Lang) Petr. (1910) (sinonimo = G. verum L. subsp. wirtgenii (F.W.Schultz) Oborny)
- Galium verum L. subsp. ruthenicum P. Fourn.
- Galium verum L. subsp. ruthenicum (Willd.) Bonnier (1922) (sinonimo = G. ruthenicum Willd.)
- Galium verum L. subsp. verum (descrizione dettagliata nel paragrafo “Sottospecie e ibridi”).
- Galium verum L. subsp. wirtgeni (F.W. Schultz) Oborny (1885) (sinonimi = G. praecox (Lang) H.Braun; = G. verum L. subsp. praecox (K.H.Lang) Petr.; = G. wirtgeni F.W. Schultz) (descrizione dettagliata nel paragrafo “Sottospecie e ibridi ”).
- Galium verum L. var. asiaticum Nakai
- Galium verum L. var. depressum Briq. & Cavillier in Burnat (1915)
- Galium verum L. var. maritimum DC. in Lam.& DC. (1805)
- Galium verum L. var. praecox K.H. Láng ex Hagenb. (1843) (sinonimo della subsp. wirtgenii)
- Galium verum L. var. tomentosum (Nakai) Nakai (1939)
- Galium verum L. var. trachycarpum DC.
- Galium verum L. var. verum

### Ibridi
Nell'elenco che segue sono indicati alcuni ibridi interspecifici:
- Galium ×albertii Rouy (1903) – Ibrido fra: G. boreale e G. verum subsp. verum
- Galium ×digeneumA. Kerner (1876) – Ibrido fra: G. sylvaticum e G. verum subsp. verum
- Galium ×effulgens G. Beck (1893) – Ibrido fra: G. lucidum e G. verum subsp. verum
- Galium ×grenchense Lüscher (1904) – Ibrido fra: G. album e G. verum subsp. wirtgenii
- Galium ×guillemotii Corb. (1894) – Ibrido fra: G. mollugo subsp. erectum var. dunense e G. verum var. maritimum
- Galium ×mouretii Sennen (1901) – Ibrido fra: G. lucidum e G. verum subsp. wirtgenii
- Galium ×polgarii Soó (1955) – Ibrido fra: G. glaucum e G. verum subsp. verum
- Galium ×pomeranicum Retz. (1795) - Ibrido fra G. vernum e G. album (descrizione dettagliata nel paragrafo “Sottospecie e ibridi”).
- Galium ×retzii Bouchard (1950) – Ibrido fra: G. papillosum e G. verum subsp. verum
- Galium ×viciosorum Sennen & Pau in Sennen (1915) - Ibrido fra: G. maritimum e G. verum subsp. verum
- Galium timeroyi × verum
- Galium verum × octonarium (sinonimo = Asperula affrena Klokov) - Ibrido fra G. vernum e G. Octonarium

### Sinonimi
La specie di questa scheda ha avuto nel tempo diverse nomenclature. L'elenco che segue indica alcuni tra i sinonimi più frequenti:
- Galium eminens Gren. in Gren. & Godron (1850) (sinonimo = G. verum subsp. wirtgenii)
- Galium floridum Salisb. (1796)
- Galium glabratum Klokov
- Galium hypanicum Klokov (1961) (sinonimo = G. verum subsp. wirtgenii)
- Galium luteum Lam. (1779)
- Galium minimum Gilib. (1782)
- Galium minutum L. (1753)
- Galium officinale Gaterau (1789)
- Galium praecox (K.H. Láng) H. Braun in A. Kerner (1893) (sinonimo = G. verum subsp. wirtgenii)
- Galium verosimile Roemer & Schultes (1818) (sinonimo = G. verum subsp. wirtgenii)
- Galium wirtgenii F.W. Schultz (1855) (sinonimo = G. verum subsp. wirtgenii)

### Specie simili
La specie che più si avvicina a quella di questa scheda è ovviamente quella appartenente al Gruppo di Galium verum (Galium tunetanum); ma altre specie sono confondibili con Galium verum come le piante di Galium lucidum All. specialmente nella variante a fiori giallastri.

### Sottospecie

#### Subsp.verum
- Gallium verum L. subsp verum L. (1753)
- Morfologia: altezza media della pianta: 20 – 70 cm; gli internodi del fusto sono generalmente meno lunghi delle foglie corrispondenti; le foglie sono revolute fino alla nervatura centrale (dimensione delle foglie: larghezza 0,5 – 1 mm; lunghezza 15 – 30 mm); i rami dell'infiorescenza sono più lunghi degli internodi corrispondenti; l'infiorescenza è compatta e continua; diametro dei fiori: 2 – 4 mm; il colore della corolla è giallo-dorato ed è molto profumata.
- Fioritura: giugno – settembre; la prima fioritura è estiva, più precisamente all'inizio estate.
- Habitat: questa variante si trova generalmente ai bordi dei boschi (pinete e gineprai), ma anche nelle praterie rase, prati e pascoli aridi dal piano collinare a quello subalpino; il substrato preferito è calcareo oppure calcare-siliceo con terreno a pH basico, bassi valori nutrizionali e mediamente umido.
- Distribuzione: in Italia è una pianta molto comune (sulle Alpi è presente in tutte le zone). In Europa è presente su tutti i rilievi. Dal punto di vista altitudinale frequenta i seguenti piani vegetazionali: collinare e montano.
- Fitosociologia[8]:

Formazione : comunità a emicriptofite e camefite delle praterie rase magre secche
Classe : Festuco-Brometea

#### Subsp.wirtgeni
- Gallium verum L. subsp wirtgeni (F.W. Schultz) Oborny (1885)
- Basionimo: Galium wirtgenii F.W. Schultz (1855)
- Nome comune: Caglio di Wirtgen
- Morfologia: altezza media della pianta: 20 – 70 cm; gli internodi del fusto sono più lunghi delle foglie corrispondenti; le foglie sono revolute solamente sul margine esterno (dimensione delle foglie: larghezza 1 – 3 mm; lunghezza 25 – 40 mm); i rami dell'infiorescenza sono meno lunghi degli internodi corrispondenti; l'infiorescenza è interrotta in più punti; diametro dei fiori: 2 – 4 mm; il colore della corolla è giallo-limone e non è profumata.
- Fioritura: maggio – giugno; la fioritura è precoce, inizio di giugno o anche prima, e di breve durata.
- Habitat: questa sottospecie si può trovare soprattutto nei “molinieti”; ma anche in genere nelle praterie rase, prati e pascoli aridi dal piano collinare a quello subalpino; il substrato preferito è sia calcareo che siliceo con terreno a pH neutro, bassi valori nutrizionali e lievemente secco.
- Distribuzione: si trova sulle Alpi ma in modo discontinuo (AO NO VA CO BG BS UD e zone orientali). In Europa si trova sui seguenti rilievi: Massiccio Centrale, Massiccio del Giura, Carpazi e Alpi Dinariche. Dal punto di vista altitudinale frequenta i seguenti piani vegetazionali: collinare e montano.
- Fitosociologia[8] :

Formazione : comunità a emicriptofite e camefite delle praterie rase magre secche
Classe : Festuco-Brometea

## Usi

### Farmacia
L'”erba zolfina” ha proprietà terapeutiche contro le verruche, ed è inoltre vulneraria (guarisce le ferite), astringente (limita la secrezione dei liquidi), diuretica (facilita il rilascio dell'urina), antispasmodica (attenua gli spasmi muscolari, e rilassa anche il sistema nervoso) e sedativa (calma stati nervosi o dolorosi in eccesso).

### Cucina
Dal gambo fuoriesce un liquido bianco che può venire usato come enzima (la fitochimasi) per la coagulazione del latte nella produzione di formaggi..
In alcune zone si usano i frutti come sostituto del caffè (il seme può essere tostato con le stesse procedure del caffè) e con le parti aeree della pianta (le cime fiorite) si fanno delle bevande. L'infuso di caglio zolfino viene utilizzato anche in alcuni liquori e amari digestivi.

### Industria
Dal rizoma e dai fiori si ottengono delle sostanze coloranti (rispettivamente rosso e giallo se bolliti con allume). Si possono ottenere anche repellenti.

### Giardinaggio
Sono piante frequentemente usate nel giardinaggio rustico o roccioso in quanto possono creare delle gradevoli macchie colorate sia per bordure che siepi. Devono essere sistemate in un suolo umido e non in posizione completamente soleggiata con suoli sciolti e lievemente acidi. È considerata pianta invasiva. Il seme deve essere seminato in tarda estate, mentre la divisione può essere fatta in primavera.

### Altri usi
In passato questa pianta è stata usata per vari scopi, ad esempio per riempire i materassi con le parti essiccate, oppure per allontanare gli insetti (sembra che uccida le pulci).

## Galleria d'immagini

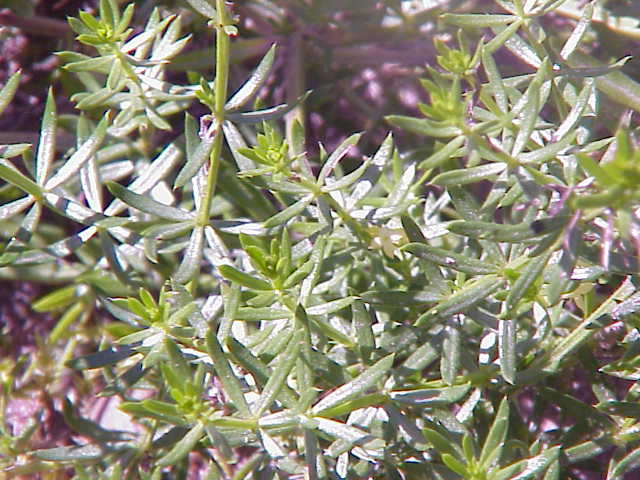
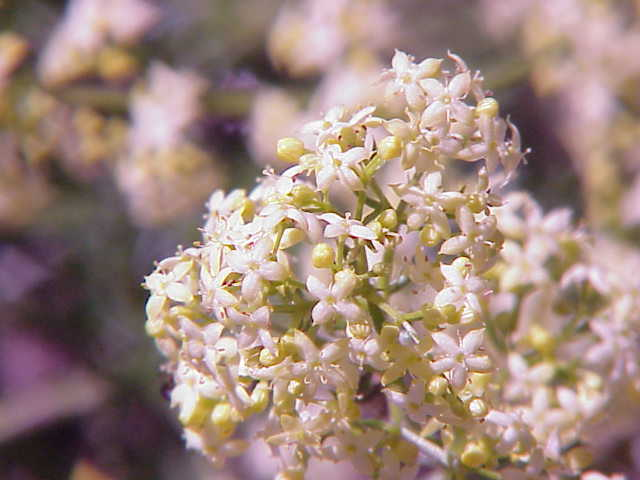
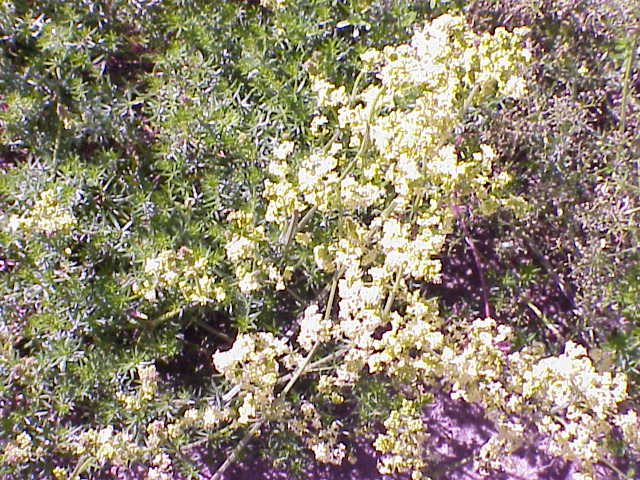